# اليوم العالمي للشطرنج
اليوم العالمي للشطرنج هو يوم عالمي للاحتفال بلعبة الشطرنج، حيث يتم الاحتفال به في 20 تموز/يوليو وفقاً لقرار الجمعية العامة للأمم المتحدة الصادر بتاريخ 12 كانون الأول / ديسمبر 2019. تم تبني هذا التاريخ بموجب مبادرة الاتحاد الدولي للشطرنج الذي يحتفل بهذا اليوم منذ عام 1966 حيث تم اختيار هذا التاريخ كونه يصادف تاريخ تأسيس الاتحاد في باريس عام 1924.
اختارت الأمم المتحدة أن تحتفل باليوم العالمي للشطرنج لاعتبارات عدة منها قدرة الرياضة على كسر الحواجز ومكافحة التمييز، ومساهمتها في النهوض بالتعليم والتنمية المستدامة ودور الشطرنج تحديداً كونها قليلة التكلفة ومتاحة للممارسة في أماكن متنوعة دون اعتبار للحواجز بما في ذلك المساواة بين الجنسين وتمكين النساء والفتيات.